# Ђорђе Трифковић
Др Ђорђе Ђура Трифковић (Нови Сад, 12. април 1872 — Нови Сад, 6. јануар 1940) био је српски лекар, директор болнице и управник Српског народног позоришта у Новом Саду.

## Биографија
Син комедиографа Косте Трифковића. Основну школу и Српску велику гимназију завршио у Новом Саду. Медицину студирао у Грацу, где је 1897. стекао звање доктора опште медицине. Пошто је одслужио војни рок у аустроугарској војсци запослио се као секундарни лекар Државне болнице у Осијеку (1899-1900). Недуго затим враћа се у родни град. Прво радио као помоћни доживотно именовани лекар (1904-1907), а затим као примаријус Интерног и заразног одељења Градске јавне болнице у Новом Саду (1907-1919).
За време Првог светског рата служио је у аустроугарској војсци као резервни санитетски капетан прве класе.
У послератном периоду постављен за управника и примаријуса Интерног одељења Градске јавне болнице (1919). Када је новосадска болница 1920. постала државна, министар социјалне политике и народног здравља Краљевине СХС именовао га је за шефа Интерног одељења и управника целе болнице. На другој дужности остао је до 1930, када је, на сопствени захтев, разрешен функције управника. На положају шефа Интерног одељења Државне болнице у Новом Саду остао је све до смрти.

## Српско народно позориште
Од 1905. био је члан Друштва за Српско народно позориште (ДСНП), од 1906. до 1907. био је заменик члана, а од 1908. до почетка 1924. члан Управног одбора ДСНП. У периоду 1909-1914. био председник Позоришног одсека (ПО). По избијању Првог светског рата као председник ПО и вршилац дужности управника, 1. августа 1914. распустио је српску народну позоришну дружину. Након рата и даље био вршилац дужности управника и учествовао у обнови рада СНП. Од 1920. до 1923. био председник Друштва за СНП.

## Матица српска
Био члан Књижевног одбора Матице српске. За време прославе стогодишњице одликован је Орденом Белог орла V степена.

## Књижевни рад
Написао је комад Идеали, који је СНП први пут извело у Суботици 1912. године. Његови преводи с немачког такође су били приказивани у СНП: Кад човек стари Оскара Блументала (1907) и шаљива игра Веверица Леа Ленца (1913). У СНП му је извођен и превод Молијеровог Жоржа Дандена (1913).
Умро је 6. јануара 1940, а породица му је стрељана у рацији мађарских фашиста у јануару 1942. - супруга Олга и синови Коста и Реља.